# Leptodactylus griseigularis
Leptodactylus griseigularis é uma espécie de anfíbio  da família Leptodactylidae.
Pode ser encontrada nos seguintes países: Bolívia e Peru.
Os seus habitats naturais são: florestas subtropicais ou tropicais húmidas de baixa altitude, regiões subtropicais ou tropicais húmidas de alta altitude, marismas de água doce e marismas intermitentes de água doce.
Está ameaçada por perda de habitat.